# Forest (Wirginia)
Forest – jednostka osadnicza w Stanach Zjednoczonych, w stanie Wirginia, w hrabstwie Bedford.